# Baetis ilex
Baetis ilex is een haft uit de familie Baetidae. De wetenschappelijke naam van de soort is voor het eerst geldig gepubliceerd in 1978 door Jacob & Zimmermann.
De soort komt voor in het Palearctisch gebied.